# Sara Sorribesová Tormová
Sara Sorribesová Tormová (nepřechýleně Sorribes Tormo, * 8. října 1996 La Vall d'Uixó, Castellón) je španělská profesionální tenistka. Ve své dosavadní kariéře na okruhu WTA Tour vyhrála dva singlové a šest deblových turnajů. V sérii WTA 125 vybojovala jednu deblovou trofej. Na okruhu ITF získala deset titulů ve dvouhře a pět ve čtyřhře.
Na žebříčku WTA byla ve dvouhře nejvýše klasifikována v únoru 2022 na 32. místě a ve čtyřhře v květnu 2024 na 17. místě.
Ve španělském týmu Billie Jean King Cupu debutovala v roce 2015 baráží 2. světové skupiny proti Argentině, v níž vyhrála úvodní dvouhru s Paulou Ormaecheaovou. Španělky se ve druhé úrovni soutěže udržely po výhře 4:0 na zápasy. Do listopadu 2024 v soutěži nastoupila k dvanácti mezistátním utkáním s bilancí 7–5 ve dvouhře a 3–1 ve čtyřhře.
Španělsko reprezentovala na odložených Letních olympijských hrách 2020 v Tokiu. V úvodu dvouhry porazila světovou jedničku Ashleigh Bartyovou, než ji ve třetím kole vyřadila Anastasija Pavljučenkovová. Do čtyřhry nastoupila s Paulou Badosovou. Ve druhém kole podlehly pozdějším olympijským vítězkám Krejčíkové se Siniakovou. Zúčastnila se také pařížských Her XXXIII. olympiády, kde v úvodním kole dvouhry nestačila na Barboru Krejčíkovou. Spolu s Cristinou Bucșovou získaly bronzovou medaili ve čtyřhře po výhře nad Češkami Muchovou a Noskovou. V pařížské smíšené soutěži dohrála po boku Marcela Granollerse v prvním kole. 

## Tenisová kariéra

### Juniorská dráha
Po boku Švýcarky Belindy Bencicové si zahrála finále juniorské čtyřhry US Open 2013, v němž nestačily na českou dvojici Barbora Krejčíková a Kateřina Siniaková po dvousetovém průběhu.
Na juniorském kombinovaném žebříčku ITF nejvýše figurovala v lednu 2014, když jí patřila 33. příčka.

### Profesionální dráha
V rámci hlavních soutěží událostí okruhu ITF debutovala v listopadu 2010, když na turnaj v rodném La Vall d'Uixó s dotací 10 tisíc dolarů obdržela divokou kartu. Ve třetím setu úvodního kola skrečovala Francouzce Florence Haringové. 
Premiérový titul v této úrovni tenisu vybojovala na madridské události s rozpočtem deset tisíc dolarů v březnu 2012. Ve finále přehrála Španělku Isabel Rapisardovou Calvovou po třísetovém průběhu. V říjnu 2016 si poprvé zahrála finále turnaje s maximální dotací 100 tisíc dolarů v egyptském Šarm aš-Šajchu, v němž podlehla chorvatské tenistce Donně Vekićové.
V kvalifikaci singlu okruhu WTA Tour debutovala na dubnovém Barcelona Ladies Open 2012, do níž získala divokou kartu od pořadatelů. Na úvod kvalifikace podlehla Chorvatce Anii Mijačikové. Hlavní soutěž okruhu si premiérově zahrála na únorovém Rio Open 2015, když prošla kvalifikačním sítem. V úvodní fázi soutěže však skončila na raketě Pauly Ormaecheaové. První vítězný zápas si pak připsala na marockém Grand Prix SAR La Princesse Lalla Meryem 2016, kde do dvouhry postoupila až jako šťastná poražená z kvalifikace. Pouze dva gamy dovolila uhrát Tunisance Ons Džabúrové, avšak ve druhém kole ji vyřadila Nizozemka Kiki Bertensová ve dvou sadách.

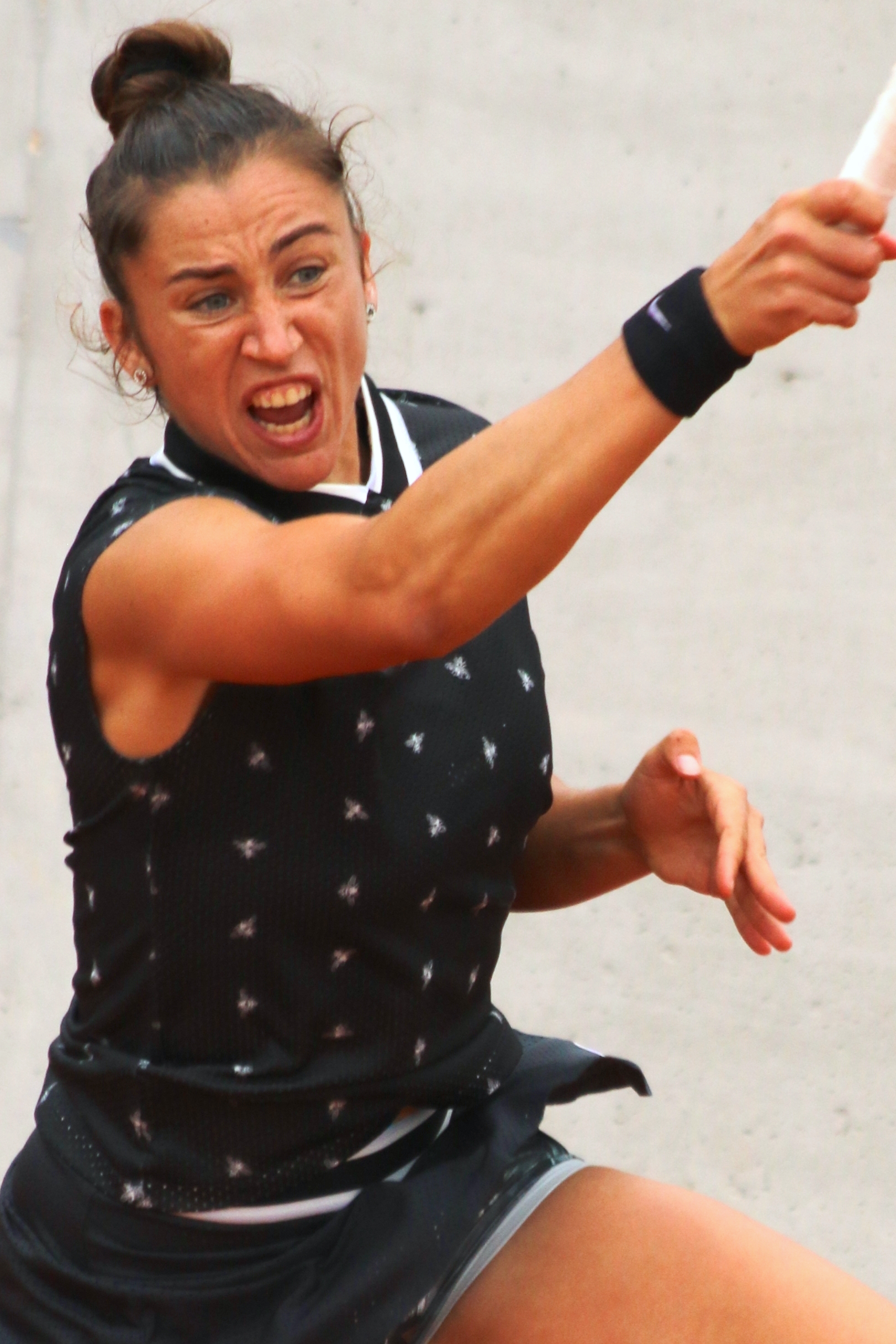
Forhend na French Open 2019

Debut v hlavní soutěži nejvyšší grandslamové kategorie zaznamenala v ženském singlu French Open 2016 po zvládnutém tříkolovém kvalifikačním turnaji. Na cestě do hlavní soutěže postupně vyřadila Tamiru Paszekovou, Stéphanii Foretzovou a Ivanu Jorovićovou. V otevíracím zápase dvouhry však získala jen dvě hry na ruskou turnajovou šestadvacítku Anastasiji Pavljučenkovovou. První titul na túře WTA vybojovala ve čtyřhře Monterrey Open 2018 po boku Britky Naomi Broadyové.
Ve 24 letech pak získala debutovou trofej ve dvouhře, když ovládla Abierto Zapopan 2021 hraný na tvrdém povrchu guadalajarského Panamerického tenisového centra. Do finále postoupila přes Češku Marii Bouzkovou a v něm zdolala Kanaďanku Eugenii Bouchardovou startující na divokou kartu.
První grandslamové osmifinále dvouhry si zahrála ma French Open 2023. Po výhrách nad Francouzkou Clarou Burelovou a Chorvatkou Petrou Martićovou odstoupila z turnaje pro virózu horních cest dýchacích její soupeřka ve třetím kole, světová čtyřka Jelena Rybakinová. Poté však prohospodařila vedení s brazilskou světovou čtrnáctkou Beatriz Haddad Maiovou, proti níž získala úvodní sadu a ve druhé vedla 3–0 na gamy. Přesto po 3 hodinách a 51 minutách prohrála v nejdelším zápase odehrané části sezóny, třetím nejdelším v historii ženského Roland Garros a desátém nejdelším v otevřené éře. V pařížské čtyřhře dohrála s Bouzkovou ve čtvrtfinále, když nestačily na americko-australský pár Melicharová-Martinezová a Perezová.
Druhou singlovou trofej na túře WTA vybojovala na srpnovém Tennis in the Land 2023 v Clevelandu. Jako devadesátá pátá hráčka žebříčku musela hrát kvalifikaci, v jejímž závěru podlehla Claře Burelové. Do hlavní soutěže pronikla až po odstoupení Venus Williamsové. Ve dvouhře vyřadila Kateřinu Siniakovou, světovou šestnáctku Veroniku Kuděrmetovovou, devátou nasazenou Sloane Stephensovou a v semifinále Němku Tatjanu Mariovou. V souboji o titul zdolala dvaadvacátou ženu klasifikace Jekatěrinu Alexandrovovou. Po prohrané úvodní sadě dohnala ztrátu podání ve druhém, a výhodu dalších dvou brejků soupeřky ve třetím setu. V historii WTA se tak stala šestou šťastnou poraženou vítězkou singlové soutěže.

## Utkání o olympijské medaile

### Ženská čtyřhra: 1 (1 bronz)
| Stav  | rok  | místo konání   | povrch | spoluhráčka      | soupeřky v utkání o medaili    | výsledek |
| ----- | ---- | -------------- | ------ | ---------------- | ------------------------------ | -------- |
| Bronz | 2024 | Paříž, Francie | antuka | Cristina Bucșová | Karolína Muchová Linda Nosková | 6–2, 6–2 |

## Finále na okruhu WTA Tour
| Legenda                                          |
| ------------------------------------------------ |
| D – dvouhra; Č – čtyřhra                         |
| Grand Slam (0)                                   |
| Turnaj mistryň (0)                               |
| Premier Mandatory & Premier 5 / WTA 1000 (2–0 Č) |
| Premier / WTA 500 (0)                            |
| International / WTA 250 (2–0 D; 4–1 Č)           |

### Dvouhra: 2 (2–0)
| Stav    | č. | datum           | turnaj                   | kategorie | povrch | soupeřka ve finále       | výsledek      |
| ------- | -- | --------------- | ------------------------ | --------- | ------ | ------------------------ | ------------- |
| Vítězka | 1. | 13. března 2021 | Guadalajara, Mexiko      | WTA 250   | tvrdý  | Eugenie Bouchardová      | 6–2, 7–5      |
| Vítězka | 2. | 26. srpna 2023  | Cleveland, Spojené státy | WTA 250   | tvrdý  | Jekatěrina Alexandrovová | 3–6, 6–4, 6–4 |

### Čtyřhra: 7 (6–1)
| Stav       | č. | datum           | turnaj              | kategorie     | povrch | spoluhráčka                    | soupeřky ve finále                           | výsledek         |
| ---------- | -- | --------------- | ------------------- | ------------- | ------ | ------------------------------ | -------------------------------------------- | ---------------- |
| Vítězka    | 1. | 8. dubna 2018   | Monterrey, Mexiko   | International | tvrdý  | Naomi Broadyová                | Desirae Krawczyková Giuliana Olmosová        | 3–6, 6–4, [10–8] |
| Vítězka    | 2. | 5. května 2019  | Rabat, Maroko       | International | antuka | María José Martínez Sánchezová | Georgina García Pérezová Oxana Kalašnikovová | 7–5, 6–1         |
| Finalistka | 1. | 23. června 2019 | Mallorca, Španělsko | International | antuka | María José Martínez Sánchezová | Kirsten Flipkensová Johanna Larssonová       | 2–6, 4–6         |
| Vítězka    | 3. | 24. dubna 2022  | Istanbul, Turecko   | WTA 250       | antuka | Marie Bouzková                 | Natela Dzalamidzeová Kamilla Rachimovová     | 6–3, 6–4         |
| Vítězka    | 4. | 8. října 2023   | Peking, Čína        | WTA 1000      | tvrdý  | Marie Bouzková                 | Čan Chao-čching Giuliana Olmosová            | 3–6, 6–0, [10–4] |
| Vítězka    | 5. | 5. května 2024  | Madrid, Španělsko   | WTA 1000      | antuka | Cristina Bucșová               | Barbora Krejčíková Laura Siegemundová        | 6–0, 6–2         |
| Vítězka    | 6. | 6. dubna 2025   | Bogota, Kolumbie    | WTA 250       | antuka | Cristina Bucșová               | Irina Baraová Laura Pigossiová               | 5–7, 6–2, [10–5  |

## Finále série WTA 125
| Legenda                  |
| ------------------------ |
| D – dvouhra; Č – čtyřhra |
| WTA 125 (0–1 D; 1–0 Č)   |

### Dvouhra: 1 (0–1)
| Stav       | č. | datum       | turnaj          | povrch | soupeřka ve finále | výsledek |
| ---------- | -- | ----------- | --------------- | ------ | ------------------ | -------- |
| Finalistka | 1. | červen 2019 | Bol, Chorvatsko | antuka | Tamara Zidanšeková | 5–7, 5–7 |

### Čtyřhra: 1 (1–0)
| Stav    | č. | datum             | turnaj           | povrch    | spoluhráčka              | soupeřky ve finále                           | výsledek      |
| ------- | -- | ----------------- | ---------------- | --------- | ------------------------ | -------------------------------------------- | ------------- |
| Vítězka | 1. | 22. prosince 2019 | Limoges, Francie | tvrdý (h) | Georgina García Pérezová | Jekatěrina Alexandrovová Oxana Kalašnikovová | 6–2, 7–6(7–3) |

## Finále na okruhu ITF
| Dotace turnajů okruhu ITF | Dotace turnajů okruhu ITF |
| ------------------------- | ------------------------- |
| 100 000 $ tournaments     | 80 000 $ tournaments      |
| 75 000 $ tournaments      | 60 000 $ tournaments      |
| 50 000 $ tournaments      | 25 000 $ tournaments      |
| 15 000 $ tournaments      | 10 000 $ tournaments      |

### Dvouhra: 2 (10–10)
| Stav       | č.  | datum              | turnaj                         | povrch | soupeřka ve finále           | výsledek           |
| ---------- | --- | ------------------ | ------------------------------ | ------ | ---------------------------- | ------------------ |
| Finalistka | 1.  | 12. března 2012    | Madrid, Španělsko              | antuka | Estelle Guisardová           | 0–6, 6–7(5–7)      |
| Vítězka    | 1.  | 19. března 2012    | Madrid, Španělsko              | antuka | Isabel Rapisarda Calvová     | 6–2, 7–6(10–8)     |
| Vítězka    | 2.  | 13. srpna 2012     | Locri, Itálie                  | antuka | Anastasia Grymalská          | 6–3, 7–5           |
| Vítězka    | 3.  | 20. srpna 2012     | Todi, Itálie                   | antuka | Rocío de la Torre Sánchezová | 4–6, 6–1, 6–3      |
| Vítězka    | 4.  | 19. listopadu 2012 | La Vall d'Uixó, Španělsko      | antuka | Olga Saézová Larrová         | 6–1, 6–1           |
| Finalistka | 2.  | 22. dubna 2013     | Tunis, Tunisia                 | antuka | Ons Džabúrová                | 3–6, 2–6           |
| Finalistka | 3.  | 14. dubna 2014     | Pula, Itálie                   | antuka | Andreea Mituová              | 4–6, 3–6           |
| Vítězka    | 5.  | 11. srpna 2014     | Westende, Belgie               | tvrdý  | Ysaline Bonaventureová       | 6–2, 6–0           |
| Finalistka | 4.  | 26. ledna 2015     | Sunrise, Spojené státy         | antuka | Sachia Vickeryová            | 2–6, 6–2, 3–6      |
| Vítězka    | 6.  | 22. února 2016     | São Paulo, Brazílie            | antuka | Andreea Mituová              | 7–5, 6–1           |
| Vítězka    | 7.  | 6. června 2016     | Essen, Německo                 | antuka | Karolína Muchová             | 7–6(7–5), 6–4      |
| Finalistka | 5.  | 17. října 2016     | Šarm aš-Šajch, Egypt           | tvrdý  | Donna Vekićová               | 2–6, 7–6(9–7), 3–6 |
| Finalistka | 6.  | 20. května 2018    | La Bisbal d'Emporda, Španělsko | antuka | Kathinka von Deichmannová    | 3–6, 6–3, 3–6      |
| Finalistka | 7.  | 18. června 2018    | Manchester, Spojené království | tráva  | Ons Džabúrová                | 2–6, 1–6           |
| Finalistka | 8.  | červenec 2018      | Contrexéville, Francie         | antuka | Stefanie Vögeleová           | 4–6, 2–6           |
| Vítězka    | 8.  | říjen 2018         | Pula, Itálie                   | antuka | Amina Anšbaová               | 6–4, 6–3           |
| Vítězka    | 9.  | srpen 2019         | Bad Saulgau, Německo           | antuka | Katharina Gerlachová         | 7–6(7–4), 6–1      |
| Finalistka | 9.  | srpen 2019         | Vancouver, Kanada              | tvrdý  | Heather Watsonová            | 5–7, 4–6           |
| Vítězka    | 10. | září 2020          | Cagnes-sur-Mer, Francie        | antuka | Irina Baraová                | 6–3, 6–4           |
| Finalistka | 10. | květen 2023        | Madrid, Španělsko              | antuka | Olga Danilovićová            | 2–6, 3–6           |

### Čtyřhra: 7 (5–2)
| Stav       | č. | datum             | turnaj               | povrch | spoluhráčka                | soupeřky ve finále                    | výsledek          |
| ---------- | -- | ----------------- | -------------------- | ------ | -------------------------- | ------------------------------------- | ----------------- |
| Vítězka    | 1. | 13. srpna 2012    | Locri, Itálie        | antuka | Despina Papamichailová     | Kana Danielová Nastassija Rubelová    | 6–1, 6–0          |
| Vítězka    | 2. | 20. srpna 2012    | Todi, Itálie         | antuka | Nastassia Rubelová         | Alessia Camploneová Sara Sussarellová | 6–1, 6–0          |
| Vítězka    | 3. | 16. června 2014   | Montpellier, Francie | antuka | Inés Ferrerová Suárezová   | Sü Ťie-jü Elica Kostovová             | 2–6, 6–3, [12–10] |
| Vítězka    | 4. | 23. června 2014   | Périgueux, Francie   | antuka | Andrea Gámizová            | Gabriela Céová Florencia Molinerová   | 5–7, 6–4, [10–8]  |
| Finalistka | 1. | 25. července 2016 | Praha, Česko         | antuka | Sílvia Solerová Espinosová | Demi Schuursová Renata Voráčová       | 5–7, 6–3, [4–10]  |
| Vítězka    | 5. | srpen 2019        | Bad Saulgau, Německo | antuka | Georgina García Pérezová   | Xenia Laskutovová Marina Melnikovová  | 6–3, 6–1          |
| Finalistka | 2. | prosinec 2019     | Dubaj, SAE           | tvrdý  | Georgina García Pérezová   | Lucie Hradecká Andreja Klepačová      | 5–7, 6–3, [8–10]  |

## Finále na juniorském Grand Slamu

### Čtyřhra juniorek: 1 (0–1)
| Stav       | Rok  | Turnaj  | Povrch | Spoluhráčka       | Soupeřky ve finále                    | Výsledek |
| ---------- | ---- | ------- | ------ | ----------------- | ------------------------------------- | -------- |
| Finalistka | 2013 | US Open | tvrdý  | Belinda Bencicová | Barbora Krejčíková Kateřina Siniaková | 3–6, 4–6 |